# 조르지 아마두
조르지 아마두(Jorge Amado, 1912년 8월 10일 ~ 2001년 8월 6일)는 브라질의 작가로, 20세기 남아메리카 문학을 대표하는 대문호이다. 1931년 바이아주 사람들의 삶을 생생하게 묘사한 《카니발의 나라》로 작품활동을 시작했다. 대표작으로 《도나 플로르와 그녀의 두 남편》, 《카카오》, 《가브리엘라, 정향과 계피》, 《테레자 바티스타, 전쟁에서의 귀향》 등이 있다.